# The Temper Trap
The Temper Trap — австралийская инди-рок-группа из Мельбурна, чью музыку отличают атмосферный звук, мощные гитарные сеты и пульсирующий ритм. Дебютный альбом «Conditions», вышедший летом 2009 года, получил положительные отзывы критиков и имел коммерческий успех. Композиции группы, в первую очередь «Sweet Disposition», часто используются как саундтреки рекламных роликов, фильмов и компьютерных игр.

## История
Группа образовалась в 2005 году, и уже в следующем выпустила мини-альбом, имевший относительный успех на родине. Выступления на лондонском Musexpo в октябре 2008 года и на South by Southwest в марте 2009 года привлекли к «The Temper Trap» внимание любителей музыки других стран. Группа вошла в 15 самых перспективных музыкальных исполнителей 2009 года по версии BBC (англ).
В конце 2008 года группа начала записывать дебютный студийный альбом «Conditions» в Мельбурне, а закончила его в марте следующего в Лондоне.
По словам Даги Мандаги, влияние на содержание альбома оказали Принс, Radiohead, Massive Attack и U2.
Альбом вышел в Австралии 19 июня 2009 года, где добрался до 9-го места в национальном чарте. 10 августа он появился на прилавках Великобритании, позже поднявшись до 25-го места в UK Albums Chart. Альбом был выпущен в разных странах тремя различными лейблами. Ремикс Axwell & Dirty South на композицию «Sweet Disposition», часто звучавший в сетах Swedish House Mafia, принёс группе дополнительную популярность.
В начале мая 2009 года группа переехала в Лондон, где давно мечтали работать её участники.
В сентябре «The Temper Trap» отправились в турне по Британии вместе с «Goldhawks» на разогреве. В конце ноября 2009 года группа отменила германские концерты, билеты на которые были распроданы, чтобы вернуться в Австралию и выступить на ARIA Music Awards.
В 2010 году «The Temper Trap» отправились в тур по Великобритании, затем по Австралии и США, где они выступили в нескольких телешоу. После завершения турне участники планировали записать второй студийный альбом, который должен был выйти в конце 2011 года.

## Состав группы
- Даги Мандаги — лид-вокал, гитара
- Джонатан Ахерн — бас, вокал
- Тоби Дандес — ударные
- Джозеф Грир — гитара, клавишные, вокал

Бывший участник Лоренцо Силлито ушёл из группы в конце 2013 года в связи со скорым пополнением в его семье.

## Дискография

### Студийные альбомы
| Год  | Детали альбома | Высшие позиции в чартах | Высшие позиции в чартах | Высшие позиции в чартах | Высшие позиции в чартах | Высшие позиции в чартах | Высшие позиции в чартах | Сертификация                    |
| Год  | Детали альбома | AUS                     | UK                      | IRE                     | DUT                     | BEL                     | US                      | Сертификация                    |
| ---- | --- | ----------------------- | ----------------------- | ----------------------- | ----------------------- | ----------------------- | ----------------------- | ------------------------------- |
| 2009 | Conditions - Выпущен: 19 июня 2009 - Лейбл: Liberation (Австралия), Glassnote (США), Infectious (остальной мир)                            | 9                       | 25                      | 53                      | 63                      | 66                      | 175                     | - AUS: Платиновый - UK: Золотой |
| 2012 | The Temper Trap - Выпущен: 18 мая 2012 - Лейбл: Liberation Music (Австралия), Infectious Records (Великобритания), Glassnote Records (США) |                         |                         |                         |                         |                         |                         |                                 |
| 2016 | Thick as Thieves - Выпущен: 10 июня 2016 - Лейбл:Liberation Music (AUS), Infectious Records (UK), Glassnote Records (US)                   | 1                       |                         |                         |                         |                         |                         |                                 |

### Мини-альбомы
- 2006 – The Temper Trap EP

### Синглы
| Год  | Название            | Высшие позиции в чартах | Высшие позиции в чартах | Высшие позиции в чартах | Высшие позиции в чартах | Высшие позиции в чартах | Высшие позиции в чартах | Высшие позиции в чартах | Высшие позиции в чартах | Сертификация      | Альбом     |
| Год  | Название            | AUS                     | UK                      | IRE                     | JPN                     | NL                      | NZ                      | US Alt                  | BEL                     | Сертификация      | Альбом     |
| ---- | ------------------- | ----------------------- | ----------------------- | ----------------------- | ----------------------- | ----------------------- | ----------------------- | ----------------------- | ----------------------- | ----------------- | ---------- |
| 2009 | «Sweet Disposition» | 14                      | 6                       | 8                       | 24                      | 32                      | 34                      | 9                       | 6                       | - AUS: Платиновый | Conditions |
| 2010 | «Fader»             | 82                      | 76                      | —                       | —                       | —                       | —                       | 27                      | —                       |                   | Conditions |
| 2010 | «Love Lost»         | 32                      | 187                     | —                       | —                       | —                       | —                       | —                       | —                       |                   | Conditions |